# Masashi Motoyama
Masashi Motoyama (Kitakyūshū, Prefectura de Fukuoka, Japó, 20 de juny de 1979) és un futbolista japonès.

## Selecció japonesa
Masashi Motoyama va disputar 28 partits amb la selecció japonesa.